# Ficinia clandestina
Ficinia clandestina là loài thực vật có hoa trong họ Cói. Loài này được (Steud.) Boeckeler mô tả khoa học đầu tiên năm 1871.